# Tout le monde il en a deux
Pour plus de détails, voir Fiche technique et Distribution.
Tout le monde il en a deux est un film français de Jean Rollin sorti en 1974.

## Synopsis
Valérie s'installe dans l'appartement de son cousin avec son amie Sophie. Après avoir pris un peu de bon temps, les deux jeunes femmes se trouvent mêlées à une sombre histoire d'organisation secrète.

## Histoire
Comme pour Jeunes Filles impudiques et ses films pornographiques postérieurs, Jean Rollin préfère ne pas inclure Tout le monde il en a deux dans son œuvre officielleet utilise le pseudonyme         (assez transparent puisqu'étant une partie de son nom) de Michel Gentil pour signer sa réalisation. C'est une des trois participations de Joëlle Cœur dans un film de Jean Rollin (avec Jeunes filles impudiques et Les Démoniaques).

## Fiche technique
- Titre : Tout le monde il en a deux ou  Bacchanales sexuelles  ou  Fly me the french way
- Réalisation : Jean Rollin  (comme Michel gentil)
- Scénario : Jean Rollin et Natalie Perrey
- Photographie : Claude Becognée, Hubert Toyot
- Son : Robert Deraedt
- Musique : Rex Hilton
- Maquillage : Germaine Fabbri
- Producteur délégué : Lionel Wallmann
- Production : Nordia Films / C.T.I
- Genre : comédie érotique
- Durée :   106 minutes
- Format : couleur 35 mm
- Pays de production :  France
- Date de sortie :  4 août 1974

## Distribution
- Joëlle Cœur : Valérie
- Marie-France Morel : Sophie
- Brigitte Borghese  (comme Britt Anders) : Malvina
- Annie Belle (comme Annie Brilland) : Brigitte, l'initiée
- Jean-Paul Hazy : Paul
- Agnès Lemercier (comme Jenny Trochu) :  Jenny
- Catherine Castel : Une souris
- Marie-Pierre Castel : Une souris
- Virgina loup : Catarina, une femme de ménage
- Marcel Richard : Karl
- Minia Malove :  Frida
- Alain Bastin : Fred
- Willy Braque :
- Walden Desforets : Membre du club
- Jean Dorlegean : Membre du club